# ان هورنادی
ان هورنادی (انگلیسی: Ann Hornaday) منتقد فیلم آمریکایی است. او از سال ۲۰۰۲ در واشینگتن پست منتقد فیلم بوده و نویسنده فیلم تصاویر سخنگو: نحوه تماشای فیلم (۲۰۱۷) است. در سال ۲۰۰۸، او فینالیست جایزه پولیتزر برای نقد شد.

## زندگی‌نامه
هورنادی در دموین، آیووا بزرگ شد. او در کالج اسمیت، در رشته دولتی تحصیل کرد؛ او در سال ۱۹۸۲ فارغ‌التحصیل شد.